# Lamar Stevens

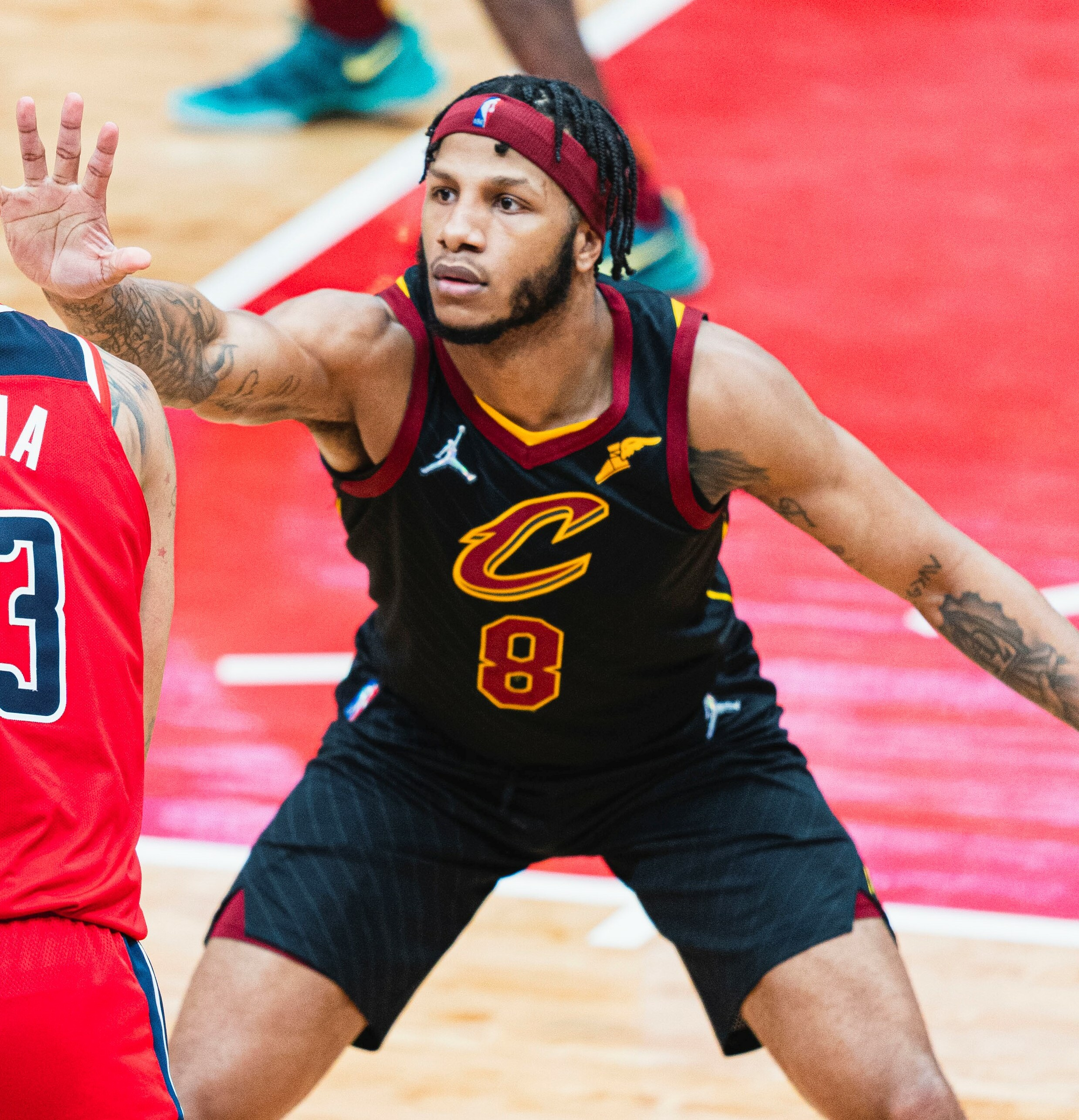
Lamar Stevens, 2021.

Lamar Brandon Stevens, född 9 juli 1997 i Philadelphia i Pennsylvania, är en amerikansk professionell basketspelare (SF/PF) som spelar för Memphis Grizzlies i National Basketball Association (NBA). Han har tidigare spelat för Cleveland Cavaliers och Boston Celtics.
Stevens blev aldrig NBA-draftad.
Innan han blev proffs studerade Stevens på Pennsylvania State University och spelade för deras idrottsförening Penn State Nittany Lions.